# FSCN2
FSCN2‏ (Fascin actin-bundling protein 2, retinal) هوَ بروتين يُشَفر بواسطة جين FSCN2 في الإنسان.